# Tabanocella maculata
Tabanocella maculata är en tvåvingeart som först beskrevs av Surcouf 1909.  Tabanocella maculata ingår i släktet Tabanocella och familjen bromsar.
Artens utbredningsområde är Madagaskar. Inga underarter finns listade i Catalogue of Life.